# Tangalunga
Tangalunga (Viverra tangalunga) je cibetka z rodu Viverra původem z jihovýchodní Asie.

## Výskyt
Tangalunga je zvířetem orientální oblasti, areál výskytu zahrnuje část Malajského poloostrova, Sumatru, Borneo, některé ostrovy Filipín a řadu dalších ostrovů Malajského souostroví. Na šíření populací tohoto druhu se významně podílely i lidské introdukce, a řada z nich je tak nepůvodní. Filipínské ostrovy představují mix evidentně zavlečených a možná původních populací, nepůvodní populace zřejmě přežívají i na Jávě a k zavlečení došlo i na některé ostrovy východně od Wallaceovy linie, včetně Sulawesi nebo Moluk.

## Popis
Tangalunga představuje nejmenšího zástupce cibetek rodu Viverra. Tělo je štíhlé stavby, jeho celková délka činí 54–77,3 cm, délka ocasu pak 26–39,5 cm a tělesná hmotnost 3–7 kg. Lebka je úzká, s krátkou tlamou. Srst je dlouhá a kyprá, má nahnědlou až šedavou barvu, s četnými tmavými skvrnkami na těle a výrazným černo-bílým pruhováním na krku. Ocas zdobí 10–15 úzkých tmavých pruhů, zatímco u ostatních zástupců z rodu Viverra se objevuje menší počet spíše širších pruhů. Podél hřbetu a po celé délce ocasu se táhne tmavý pás, vytvářející krátkou hřívu.

## Chování a ekologie

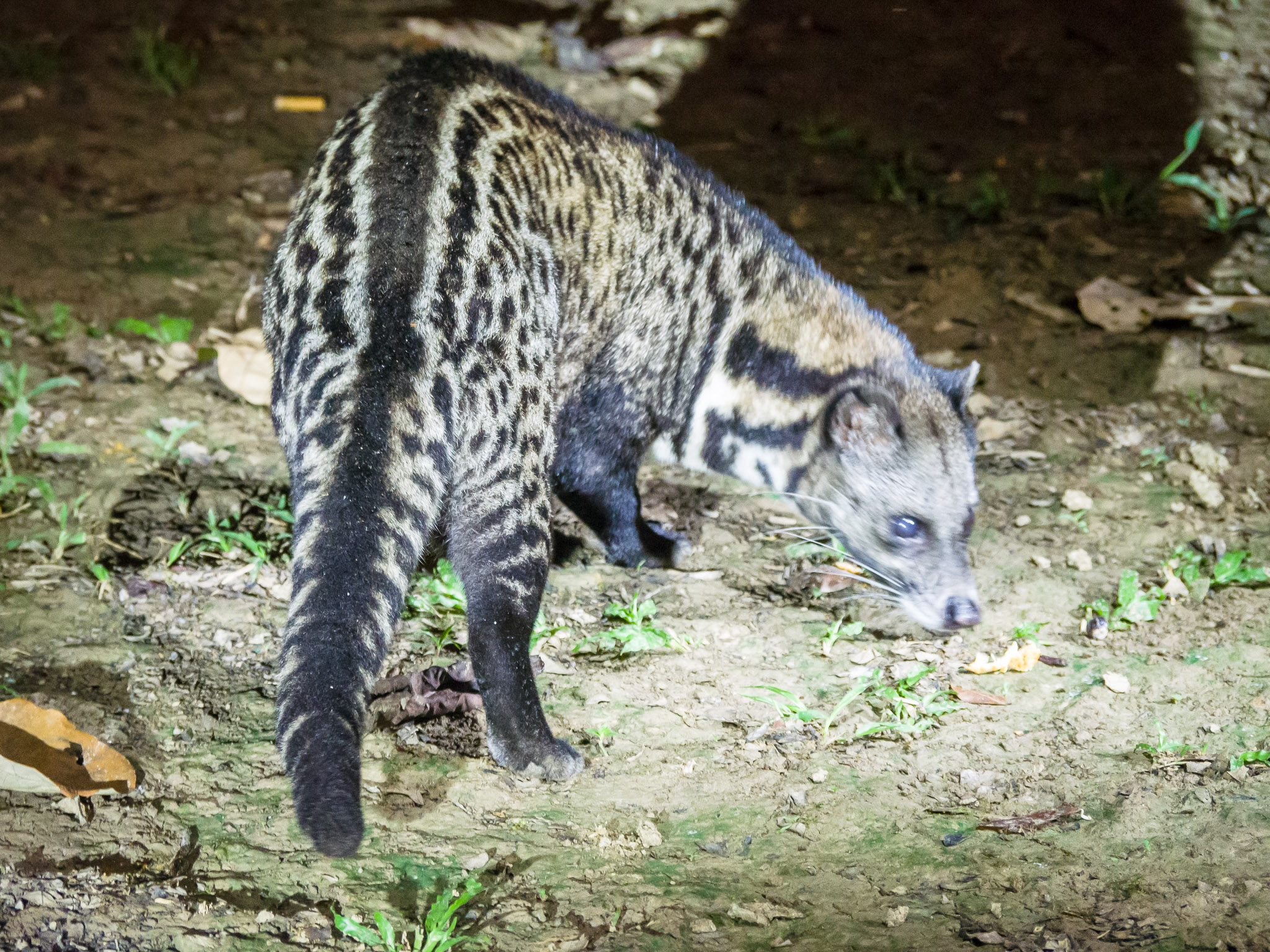
Tangalunga pátrající po potravě v malajském Sabahu (Kinabatangan)

Tangalunga žije v pralesích i druhotných lesích nížinatých i nižších horských poloh, a to až do nadmořské výšky asi 1 200 metrů. Ačkoli byl tento druh zaznamenán i v 2 100 metrech, podobné hodnoty jsou zřejmě jen výjimečné. Z hlediska přirozeného prostředí se tangalunga chová oportunisticky a toleruje i degradovaná stanoviště, včetně obdělávaných a obydlených oblastí. Pokud je v jejich blízkosti dostatečný vegetační kryt, tangalungy se někdy mohou zdržovat i na okraji venkovských oblastí, kde pátrají po zbytcích jídla od lidí.
Tangalunga představuje nočního všežravce, jenž se pohybuje převážně v lesním podrostu, nikoli však výhradně. Ačkoli jde o samotáře, nevykazuje přílišnou teritorialitu a domovské areály jednotlivých zvířat se mohou navzájem překrývat. V případě samců činí velikost vydržovaného území 0,39–2,83 km2, v případě samic 0,28–1,28 km2. V lesích vystavených těžbě dřeva bývá velikost domovského území větší; na základě obývaného území se liší i složení jídelníčku, kdy tangalungy z neporušených lesů holdují z větší míry plodožravosti, zatímco tangalungy z těžených lesů konzumují úměrně více různých malých obratlovců. Kořistí těchto šelem se mohou stát i jedovaté druhy štírů a obřích stonoh. O rozmnožování tangalung se ví jenom malé množství informací, byť páření pravděpodobně probíhá sezónně. Samice rodí typicky 1–2 mláďata. Zatímco ve volné přírodě dožití nepřesahuje 5 let, v zajetí tangalungy mohou dosáhnout i 12 let.

## Ohrožení
Navzdory tlaku ze strany odlesňování považuje Mezinárodní svaz ochrany přírody (IUCN) tangalungu za málo dotčený druh, a to na základě značného geografického rozšíření, protínajícího navíc četné chráněné oblasti, tolerance degradovaných stanovišť a předpokládané stabilní, početné populace.